# علی‌بیگ قشلاق
علی‌بیگ قشلاق (به لاتین: Əlibəyqışlaq) یک منطقه مسکونی در جمهوری آذربایجان است که در شهرستان قوبا واقع شده است. علی‌بیگ قشلاق ۸۸۱ نفر جمعیت دارد.